# 建築角
72°19′S 170°13′E / 72.317°S 170.217°E
建築角（Construction Point），是南極洲的海岬，位於維多利亞地的博克格雷溫克海岸，處於哈勒特角西南面3公里的威利特灣入口處西面，現時由南極條約體系管理。